# Jan Panfil
Jan Panfil (ur. 23 marca 1904 w Łodzi, zm. 10  lipca 1992) – polski specjalista ochrony przyrody, wieloletni wojewódzki konserwator przyrody w  Olsztynie, inżynier leśnik, społecznik.

## Życiorys
Pochodził z rodziny robotniczej. Od wczesnej młodości pracował zawodowo jako robotnik w zakładach Towarzystwa Akcyjnego Zbierzk, jednocześnie uczęszczając na zajęcia wieczorowego gimnazjum. Egzamin kończący naukę w szkole średniej zdał w trybie eksternistycznym. W latach 1921–1923 odbył praktykę leśną w Zarządzie Lasów i Tartaków w Grodźcu. Przez pewien czas był podleśniczym w Zarządzie Lasów i Tartaków Towarzystwa Akcyjnego Zbierzk, w 1924 powrócił do Grodźca na stanowisko adiunkta. Kontynuował zarazem naukę na kursach Średniej Szkoły Leśnej w Warszawie, również w tej placówce składając egzamin – z wynikiem dobrym – jako ekstern.
Od marca 1926 pracował na Wileńszczyźnie. Do wybuchu II wojny światowej był leśniczym kolejno w Nadleśnictwie Podbrodzie (do końca 1927), Nadleśnictwie Ignalino (do października 1937) oraz Nadleśnictwie Święciany. Również w leśnictwie pracował w latach okupacji, początkowo w charakterze robotnika leśnego, potem na stanowisku urzędniczym w kancelarii. Od 1944 był zatrudniony w radzieckiej administracji leśnej w Święcianach (w tzw. lespromchozie) jako nadleśniczy i zastępca dyrektora.
W połowie 1945 jako repatriant znalazł się w Olsztynie. Podjął pracę w miejscowej Dyrekcji Lasów Państwowych, początkowo jako podreferendarz, następnie inspektor eksploatacji. Uzupełniał wiedzę w Wyższej Szkole Prawno-Ekonomicznej w Olsztynie (1946-1947) oraz na kursach leśnych w Toruniu, przygotowujących do objęcia stanowiska nadleśniczego. W 1950 na podstawie egzaminu przed Komisją Weryfikacyjno-Egzaminacyjną Szkoły Głównej Gospodarstwa Wiejskiego w Warszawie uzyskał dyplom inżyniera leśnika.
Już od lat 30. Panfil zaangażowany był w ruch ochrony przyrody. Profesor Władysław Szafer w opinii wystawionej w 1947 charakteryzował go jako "jednego z najczynniejszych delegatów powiatowych ochrony przyrody"; Panfil wykonywał przed wojną obowiązki delegata Państwowej Rady Ochrony Przyrody w powiatach pasławskim i  święciańskim w ówczesnym województwie wileńskim, głosząc referaty w szkołach,  inicjując powstawanie kół miłośników przyrody, organizując imprezy propagandowe. Przeprowadził inwentaryzację pomników przyrody na terenie obu powiatów i sprawował nad nimi opiekę. Z jego inicjatywy powstał rezerwat Nowe Miasto (powiat pasławski).
W Olsztynie kontynuował działalność w zakresie ochrony przyrody, początkowo społecznie jako delegat ochrony przyrody, a od 1 lutego 1951 jako wojewódzki konserwator przyrody przy Prezydium Wojewódzkiej Rady Narodowej. Również na terenie województwa  olsztyńskiego dokonał inwentaryzacji pomników przyrody oraz rezerwatów, przygotowywał dokumentację dotyczącą nowych obiektów. W  ciągu dwudziestu lat pracy na stanowisku wojewódzkiego konserwatora  przyrody (na emeryturę przeszedł w lipcu 1971) doprowadził do nadania statusu pomnika przyrody 572 obiektom. Powstały także 53 rezerwaty o łącznej powierzchni 9399 hektarów. Panfil cieszył się opinią jednego z najlepszych konserwatorów przyrody w kraju.
Uczestniczył w utworzeniu Działu Przyrody Muzeum Warmii i Mazur w  Olsztynie. Prowadził zajęcia w Olsztyńskim Studium Nauczycielskim, przedstawiając problematykę ochrony przyrody; popularyzował zagadnienie także w licznych publikacjach, ogłaszanych zarówno w prasie lokalnej  ("Głos Olsztyński", "Warmia i Mazury"), jak i  ogólnokrajowej ("Chrońmy Przyrodę Ojczystą"). Opublikował m.in. Roślinność naczyniowa jeziora Karaś (współautor, "Zeszyty Naukowe Wyższej Szkoły Rolniczej w Olsztynie", 1958, nr 3), Organizacja rezerwatów i pomników przyrody w województwie olsztyńskim ("Rocznik olsztyński", tom II, 1959), Inwentaryzacja bocianów białych i ich gniazd na Mazurach ("Chrońmy Przyrodę Ojczystą", 1961, nr 2), Ssaki i ptaki zamieszkujące rezerwat przyrodniczy Karaś ("Zeszyty Naukowe Wyższej Szkoły Rolniczej w Olsztynie", tom 11, 1961, nr 111), Bóbr, zwierzę ginące w Polsce (1960), Informator o  rozmieszczeniu rezerwatów w województwie olsztyńskim (Olsztyn 1967), Pojezierze Mazurskie (Warszawa 1968). Wspólnie z Wacławem Radziwinowiczem przygotował przewodnik pod wystawie objazdowej "Chrońmy przyrodę ojczystą i jej zasoby" (Olsztyn 1963). Wydał także Ssaki Pojezierza Mazurskiego (Wydawnictwo Pojezierze, Olsztyn 1984).
Ochronę przyrody realizował także poprzez współpracę z Państwową Radą Ochrony Przyrody, Wojewódzkim Komitetem Ochrony Przyrody, Polskim Towarzystwem  Turystyczno-Krajoznawczym, Ligą Ochrony  Przyrody, Polskim Związkiem Łowieckim, Polskim Związkiem Wędkarskim, Polskim Towarzystwem Leśnym, Naczelną Organizacją Techniczną. Nie zaprzestał aktywności również na emeryturze. Otrzymał kilka wyróżnień i odznaczeń, w tym Krzyż Kawalerski Orderu Odrodzenia Polski.
Zmarł 10 lipca 1992.